# Mária Augusztinovicsová
Mária Augusztinovicsová (také Marija Augustinovičová nebo Maria Augustinovicsová; 1930 – 21. listopadu 2014) byla maďarská makroekonomka, známá pro svou práci v ekonomii práce a na důchodových systémech.
Augusztinovicsová v roce 1952 promovala na Ekonomické univerzitě Karla Marxe v Budapešti, v roce 1956 zde obhájila doktorskou disertaci a v roce 1980 se se stala docentkou. V roce 1979 byla Augusztinovicsová jako vedoucí Maďarského národního úřadu pro plánování zvolena členkou Ekonometrické společnosti. V roce 2000 získala cenu Józsefa Eötvöse, v roce 2002 cenu Veřejné nadace Jánose Aranyho za vědu, v roce 2008 Důstojnický kříž Maďarského řádu za zásluhy a v roce 2010 Széchenyiho cenu. Byla také konzultantkou Maďarské akademie věd a čestnou profesorkou na Univerzitě Korvínově v Budapešti.